# نيكولاس تومسون (صحفي)
نيكولاس تومسون (بالإنجليزية: Nicholas Thompson)‏ هو محرر وصحفي أمريكي، ولد في 23 يوليو 1975.

## وصلات خارجية
- الموقع الرسمي
- نيكولاس تومسون على موقع IMDb (الإنجليزية)